# Albert Schuster (Rennfahrer)
Albert Schuster (* 1894 in Zwickau; † unbekannt) war ein deutscher Motorradrennfahrer.

## Karriere
Albert Schuster war einer der erfolgreichsten Fahrer in der Pionierzeit des deutschen Motorradrennsports und gewann die Auftaktveranstaltungen einer ganzen Reihe von später äußerst bedeutsamen Rennen. Er errang seine Erfolge zumeist auf Wanderer-Maschinen, die in Schönau bei Chemnitz hergestellt wurden, und bestritt u. a. Bergrennen, Bahnrennen, Rundstreckenrennen sowie Ziel- und Orientierungsfahrten.
Bei den Wanderer Werken AG war Schuster ab 1911 als Schlosser und später Rennfahrer beschäftigt. Für das Jahr 1920 ist ein erstes Engagement bei einem Chemnitzer Bahnrennens verzeichnet. 1922 gewann Schuster beim erstmals ausgetragenen AVUS-Rennen in Berlin den Lauf der 350-cm³-Klasse. Im folgenden Jahr siegte er in Swinemünde an der Ostsee beim ersten Bäderrennen auf einer 750er Wanderer.
1924 war Schusters erfolgreichstes Rennjahr – er erreichte zehn Siege bzw. Bestzeiten und einen zweiten Platz. So gewann er in der 750er-Kategorie beim ebenfalls erstmals veranstalteten Marienberger Dreieckrennen in seiner sächsischen Heimat und wiederholte seinen Vorjahreserfolg in Swinemünde. Außerdem errang er bei der erstmals ausgetragenen Deutschen Straßenmeisterschaft des DMV den Titel in der Klasse über 350-cm³ – bis einschließlich 1925 schrieben DMV und ADAC voneinander getrennte deutsche Meistertitel aus. 1925 zierte ein Foto mit ihm und Siegerkranz einen Werbedruck „Wanderer Motorräder – Erfolge und Anerkennungen“.
Nach dem offiziellen Ausstieg von Wanderer aus dem Rennsport pilotierte Schuster in der zweiten Hälfte der 1920er-Jahre auch Indian-Maschinen und war Vertreter der US-amerikanischen Indian Motocycle Company in der Kreishauptmannschaft Chemnitz. Im Jahr 1927 siegte Albert Schuster beim I. Badberg-Vierecks-Rennen auf dem Badberg-Viereck, dem heutigen Sachsenring um Hohenstein-Ernstthal auf einer 1000-cm³-Indian.

## Statistik

### Erfolge
- 1924 – Deutscher 500-cm³-Meister (DMV) auf Wanderer

### Rennsiege
| Jahr | Klasse   | Maschine | Rennen                     | Strecke              |
| ---- | -------- | -------- | -------------------------- | -------------------- |
| 1922 | 350 cm³  | Wanderer | AVUS-Rennen                | AVUS                 |
| 1923 | 750 cm³  | Wanderer | Swinemünder Bäderrennen    | Swinemünde           |
| 1924 | 750 cm³  | Wanderer | Marienberger Dreieckrennen | Marienberger Dreieck |
| 1924 | 750 cm³  | Wanderer | Swinemünder Bäderrennen    | Swinemünde           |
| 1927 | 1000 cm³ | Indian   | I. Badberg-Vierecks-Rennen | Badberg-Viereck      |